# Hugo Santos
Hugo Eduardo Carvalho Ferreira dos Santos (Lisboa, 17 de Janeiro de 1983) é um futebolista português, que joga habitualmente a Extremo.
Jogou no Portimonense Sporting Clube por empréstimo da Associação Naval 1.º de Maio, na época 2008/2009.
No início da época 2009/2010 foi contratado pelo Zhejiang Lücheng, do campeonato chinês.
Passou até ao ano de 2021 por diversos clubes e com diversas conquistas, desde a segunda divisão b no união da madeira a taças de São Miguel e campeão na série Açores. Atualmente joga no Vitória Clube Pico da Pedra.